# Leucanella norcestes
Leucanella norcestes är en fjärilsart som beskrevs av Jean Baptiste Boisduval 1875. Leucanella norcestes ingår i släktet Leucanella och familjen påfågelsspinnare. Inga underarter finns listade i Catalogue of Life.